# Saweetie
Диамонте Киава Валентин Харпер (англ. Diamonté Quiava Valentin Harper) (род. 2 июля 1993, Хейвард, Калифорния, США), более известная как Saweetie (/səˈwiːti/) — американская рэп-исполнительница и автор песен.

## Биография

### Ранние годы
Диамонте Киава Валентин Харпер родилась 2 июля 1993 года в Хейварде, Калифорния. Её отец Джонни Харпер афроамериканец, а мать Тринидад Валентин имеет филиппино-китайские корни. Выросла в калифорнийской долине, посещала среднюю школу в Трейси, а позже школу в Элк-Гров. Начала писать музыку в возрасте 13 лет. После окончания школы поступила в Университет штата Калифорния в Сан-Диего, где изучала коммуникацию и бизнес, а затем перевелась в Университет Южной Калифорнии, где получила степень бакалавра искусств.
Её дедушка Вилли Харпер был футболистом и играл за «Сан-Франциско Форти Найнерс». Актриса и модель Габриэль Юнион — двоюродная сестра Saweetie.

### 2016—2019:High MaintenanceиIcy

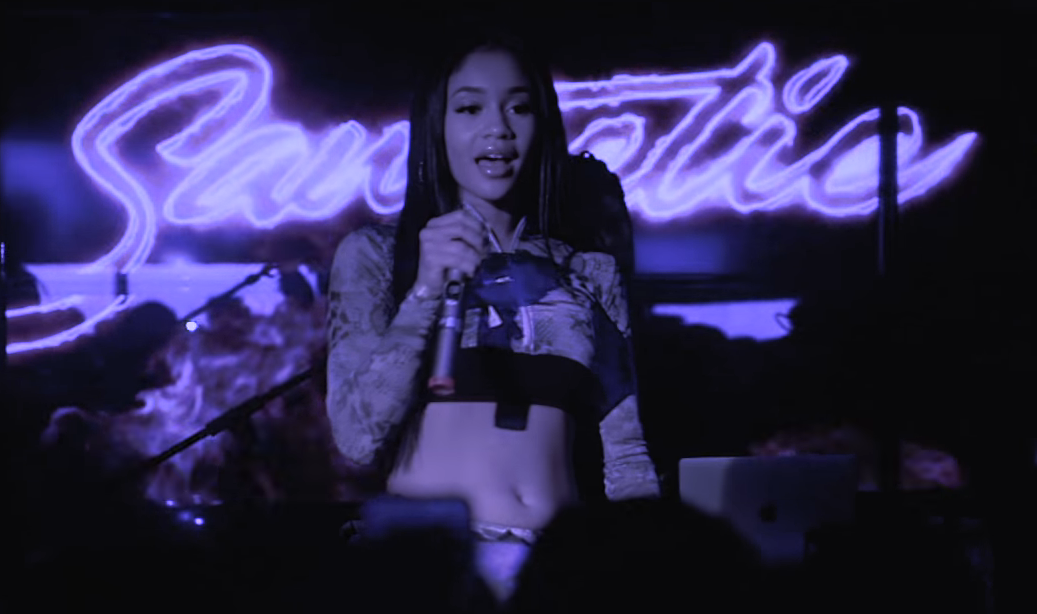
Saweetie на концерте в Брайтоне (Англия) в 2018 году

В 2016 году Saweetie начала публиковать небольшие видео со своим рэпом в своём Instagram-аккаунте. В одном из видео она читала рэп под музыку из «My Neck, My Back (Lick It)» Кайи. Это видео обрело вирусную популярность. Пользователи сети стали просить её выпустить этот рэп полноценным треком. Так появился трек «Icy Grl», который Saweetie опубликовала на SoundCloud летом 2017 года. Запись привлекла внимание продюсера Макса Гусса, который стал её менеджером. На песню было снято видео, которое также стало вирусным. Далее Saweetie опубликовала свой фристайл под названием «High Maintenance». Короткое видео, снятое на кухне, стало вирусным в Instagram. В октябре 2017 года она выпустила видеоклип на песню «Focus», в котором использовала сэмпл трека «Gilligan» рэпера DRAM.
В январе 2018 года Saweetie была названа сервисом Tidal «исполнителем недели» и «одним из лучших новых исполнителей» изданием Complex. В феврале 2018 года во время 52-го Суперкубка Saweetie была показана в рекламе косметической компании Рианны Fenty Beauty. В том же месяце подписала контракт с Warner Bros. Records, попутно работая с лейблом Artistry своего менеджера Макса Гусса. 16 марта 2018 года Saweetie выпустила свой дебютный мини-альбом High Maintenance с девятью треками. Сингл «Icy Grl» был сертифицирован золотым в июне 2018 года и платиновым в сентябре 2019 года.
Saweetie выпустила свой второй мини-альбом Icy 29 марта 2019 года. Первый сингл с него «My Type» был написан Saweetie и спродюсирован London on da Track. При записи использовался сэмпл из песни «Freek-a-Leek» Пети Пабло. «My Type» уже попал в чарт Billboard Hot 100, дебютировав там под 81-м номером, постепенно достигнув 21 позиции. 23 августа был выпущен ремикс при участии Джене Айко и Янг Майами из City Girls. В сентябре этого года композиция стала номером 1 в Rhythmic-чарте и позже была сертифицирована как дважды платиновая в США.
В начале декабря 2019 года Saweetie и Трина записали ремикс на песню Mulatto «Bitch from da Souf».

### 2020 — настоящее время:Pretty Bitch Music
В конце января 2020 года вышла совместная песня Saweetie и Galxara «Sway with Me». Песня была написана специально для фильма с Марго Робби про Харли Квинн «Хищные птицы». На песню был снят видеоклип.
Saweetie начала готовить выпуск своего первого полноценного альбома под названием Pretty Bitch Music. Первый сингл с него «Tap In» вышел 20 июня 2020 года. Сингл достиг 20-го места в Billboard Hot 100, также впервые песня Saweetie попала в британский чарт, достигнув там 38-го места. 23 октября вышел сингл «Back to the Streets» при участии Джене Айко. Третий сингл «Best Friend» был выпущен 7 января 2021 года. В его записи приняла участие Doja Cat. Композиция добралась до 14 места в Billboard Hot 100. 9 апреля Гвен Стефани выпустила новую версию своего трека «Slow Clap» с вокалом Saweetie. Для этой версии песни был выпущен отдельный клип.
16 апреля 2021 года Saweetie выпустила мини-альбом Pretty Summer Playlist: Season 1. В этот же день был опубликован видеоклип на песню «Risky» с этого альбома, записанную с рэпером Drakeo the Ruler. Позже видео вышло и на совместный трек с Loui «Talkin’ Bout».
30 апреля 2021 года вышел совместный трек Saweetie и британской девичьей группы Little Mix «Confetti». Композиция добралась до 9 строчки в британском чарте. 7 мая вышел четвёртый сингл с Pretty Bitch Music «Fast (Motion)». 15 октября вышел совместный трек Saweetie и бразильской певицы Анитты «Faking Love».

## Личная жизнь
С 2018 по 2021 год Saweetie состояла в отношениях с рэпером Quavo.

## Дискография
Студийные альбомы:
- Pretty Bitch Music (TBA)

Мини-альбомы:
- High Maintenance (2018)
- Icy (2019)
- Pretty Summer Playlist: Season 1 (2021)
- The Single Life (2022)

## Фильмография
- 2021 — Повзрослевшие — Индиго (серии «Public Service Announcement», «Water on Water on Water» и «Over My Head»)